# Ваља Копчи (Мехединци)
Ваља Копчи (рум. Valea Copcii) насеље је у Румунији у округу Мехединци у општини Шимијан. Oпштина се налази на надморској висини од 169 m.

## Становништво
Према подацима из 2002. године у насељу је живело 163 становника, од којих су сви румунске националности.